# サン・マイクロシステムズ
サン・マイクロシステムズ（英: Sun Microsystems）は、アメリカ合衆国カリフォルニア州サンタクララに本社を置いていたコンピュータの製造・ソフトウェア開発・ITサービス企業である。2010年1月27日にオラクルにより吸収合併され、独立企業・法人としては消滅した。

## 概要
サンの名前は、Stanford University Networkの頭文字 SUN から来ており、スタンフォード大学で校内のネットワーク用のワークステーションを独自に開発したアンディ・ベクトルシャイムが、スコット・マクネリ、ビノッド・コースラらとともに会社を創立したのが始まり。創立に際してカリフォルニア大学バークレー校でBSD UNIXを開発していたビル・ジョイを創立メンバーに招いた。創立した1982年から数年で世界企業へと成長した。以下、その中心的製品であった、Sunワークステーションについて少し述べる。
マイクロプロセッサには、当初は68000系を使っていた（これは同時代に他にも多数あらわれた「JAWS」と呼ばれるワークステーションと同様で、手堅い選択と言える）。後に自社開発のSPARCに切り換え、高い性能対価格比で他社製品に対し強い競争力を確保した。
やはり同時代の他の多くのワークステーションと同様に主要オペレーティングシステム (OS) としてUnix系を採用したが、サンは特にBSDに強いメーカとして、BSDの著名な開発者の一人であったビル・ジョイを特別待遇で雇ったことなどが知られる。そのSunOSは、後に、UNIX戦争でUNIX InternationalとしてAT&Tと共同したため「System Vベースに変更されたSolaris」というように市場向けには宣伝されたが、実際のところはOS添付のGUIなどを含めたシステム全体の商品名が「Solaris」で、そのベース部分はSunOSそのものである。psコマンドのオプションなどわかりやすい部分において、デフォルトではSystem V風に改修された動作をするが、実際の所はBSDであった（コマンドなどは両方が実際には用意されていて、PATHでそちらを先に指定するだけで切り換えられた）。SunOSもまた、Sunワークステーションの魅力であった。
自社の技術を公開したりライセンスしたりすることが多く、それ以前の（あるいは一部のメーカには今も蔓延る）閉鎖主義を打ち破った「オープンシステム」の旗手であった。
日本では富士通が提携メーカとして知られ、特にSPARCに関しては製造の請負のみならず、独自の拡張ISAとマイクロアーキテクチャによる製品までもを作っており、「京」のプロセッサコア等が著名である。
Javaはビル・ジョイを中心としたチームにより開発された。
2000年9月には、インテル系のCPUとLinuxの組合せのサーバを販売していたコバルトシステムを買収し、インテル系のCPUとLinuxを組み合わせたサーバが2001年からサンから販売された。2005年にはStorageTek （STK）、2008年1月にはMySQLの買収を発表した。

## 歴史

### UNIXでの一人勝ちの状況
UNIX戦争に伴う各ベンダとの競合状態において、ビル・ジョイなどのUNIX神話に名を残したスーパーエンジニアの功績やいち早いインターネットに向けたサーバ群の取り組みによりアメリカ合衆国を中心とする世界市場において、1990年代前半、サンは一人勝ちの様相を呈した。
日本市場では富士通・東芝・CTCなどと提携し、通信系や企業基幹系に浸透しつつあったUNIX市場において、その価格性能比と知名度で進出した。その結果、日本市場では競合するHP・日本電気陣営や、IBM・日立陣営などと並び、有力な商用UNIX系ベンダーとなった。

### 90年代末の市場の変化とサンの対応
90年代後半までの一人勝ちの状況以降、元々の企業規模がそれほど大きくなく、先進性で売り上げを上げるにも研究開発費の大規模な調達ができない点、 Javaなどの別技術への投資を集中した点などもあり、その後のUNIXによるエンタープライズ系への対応や処理速度改善において、幾つか決定的な後れを取ってしまう。

### CPU開発競争での後れ
インテル製CPUの動作周波数の向上や開発資源への大規模な投資により高性能化したPCにUNIX陣営は追い込まれつつあった。特に、RISC陣営でもMIPSテクノロジーと同様に自社でのCPU製造を行わないサンは、急速な開発期間の短縮や新規テクノロジーの適用において、後れを取り始める。
その結果、UltraSPARC IIが主力であった頃、IBMやHP、DECといったRISC陣営の競合CPUと比較して、UltraSPARC IIが著しく遅く、他社のメインストリームサーバとの比較による受注の大量減少をさけるため、業界標準ベンチマークとなっていたTCPベンチマーク値の公開を取りやめている。
また、基本比較値として残さざるを得なかったSPECといった基本ベンチマークにおいても、インテルのXeonと比較された際に同等レベルを維持するのがやっとの状態にまで追い込まれていた。

### エンタープライズ分野での足踏みとLinux対応
UNIXのエンタープライズ分野においては、唯一対応の早かったサーバの仮想化技術の延長線上にある論理区分による同一筐体内複数パーティションの機能も、HPやIBMは1年もせずに同等以上の機能を提供してきたため、基幹系における導入シェアを大きく上げる要因にはならなかった。
これにより、大規模なエンタープライズ市場において、当初はHPに、近年はIBMに巻き返され、他商用UNIXとの横並び若しくはそれ以下となっている（詳しくは、CIRCUS・Solaris・論理ボリュームマネージャの項目を参照）。
また、オープンソースOSであるGNU/Linuxによるネットワーク系サーバの置き換え、および比較的安価な基幹用サーバの置き換え需要にさらされ、商用UNIXで最もダメージを受けたOSと評されており、火急の対処が必要とされていた。

### 巻き返しと評価
一旦、後れを取ったCPUの高性能化やエンタープライズ分野への新たな訴求としてSolaris自体のオープンソース化が進められている。また、CPUに関しても、NiagaraというSPARC III相当のCoreを複数搭載したCPUが登場してきている。
この2点において、現状、次のように評価されている。
- SolarisやJavaのオープンソース化が再度技術者を呼び戻しており、結果としてサーバ販売台数（サンの利益源泉）の増加に結びつき業績が回復し始めている。
- マルチコアCPUによる性能強化/消費電力低減といったITの環境問題へのアプローチはCPU業界全体へと波及、IT企業の社会的責任（CSR）を果たして行く方向性を示した。

このような状況の上、新規CPUのUltraSPARC Vの開発を中止し、多くのエンジニアをレイオフしており、英語版WikipediaにおけるSUNの項目の記載にあるように、ITバブル崩壊後の動きにおいて非常に曖昧模糊とした状態と言える。この状態を抜け出すため、NECからSI・HPC分野のアライアンスを取り付け、富士通との関係もさらに深めようとしている。しかし、グリッドに対するスタンスの違いや汎用京速計算機など国内プロジェクトへの国産ベンダの方向性は明らかにサンと袂を分かつ方向に向けられており、多くの識者からは非常に厳しい見方をされている。
サンの革新性は、IT業界のビジネスモデルの変更を迫る内容も多いことから常に風当たりが強いが、多くの革新的エンドユーザーやITの本質を追究する研究者や技術者からは高い評価を受けており、IT業界において新たなテクノロジーの創作によりIT業界や市場や社会に大きな変革や影響をもたらした企業として認識されている。サンという企業自体のファンがいることも、他のITベンダーとは異なるところである。
2004年4月には長年の宿敵とされたマイクロソフトとの和解と提携を発表し、以後は相互運用性の向上を図っている 。更に2004年6月には富士通との提携を拡大し、次期SPARC/Solarisサーバの共同開発を発表した。今後のハードウェア開発は富士通、ソフトウェア開発はサンという役割分担とされる。

### オラクルによる買収
2009年3月18日にはIBMによるサンの買収が交渉中と報道されたが、2009年4月20日には、オラクルによる74億ドルでの買収が発表された。同年9月、オラクルはSPARCやSolarisについて「より一層の投資を確約」する広告を出した。当買収によるデータベース市場などへの独占禁止法上の調査が行われたが、米司法省は8月、欧州委員会は2010年1月21日に、当買収を承認し同月27日に買収が完了した。買収後、オラクルの完全子会社としてわずかの間存在したが、同年2月にオラクルの子会社であるオラクルUSA （Oracle USA, Inc.） と合併しオラクル・アメリカ （Oracle America, Inc.） となった。
そもそもサンは数あるITベンダーの中でも、多額の投資によって開発した先進的な技術を独占的に使用しようとするのではなく「業界全体の進歩のため」という理由で惜しげもなく公開してしまうという極めてオープンなスタンスを取っていた。また、オープンソース系のコミュニティに対する支援にも極めて積極的であり、そのような姿勢が多くの技術者から支持を受けていたことが同社の経営上の資産でもあった。しかしながらそれらの技術者たちは、比較的クローズドな戦略が目立つ合併先のオラクルに対して決していい印象を持っている者ばかりとは言えない。実際に、OSであるSolaris本体、パッチの有償化などの大きな方針転換が行われたことや、競合となったヒューレット・パッカード社のハイエンドサーバー向けのCPU、Itaniumに対する全てのソフトウェアの開発中止が発表されるなど、IT企業として決して非常識ではないものの、従来のサンではまず考えられないような戦略が次々と展開されていることから、従来からのファンの「サン離れ」が懸念される状況となっている。
また一方で、サンの強力なハードウェア上にそのアーキテクチャに高度にチューニングされたOracleデータベースをすでにインストールした状態で出荷されるデータベース専用ハードウェア、Exadataシリーズが発表され、極めて好調な売り上げを記録しているなど、合併による相乗効果も着実に上がっており、市場関係者からはこの合併を高く評価する声も多い。

## 自由ソフトウェアとの関係
SunOSは、BSD版UNIXを基にしたもので、このBSD版UNIXのライセンスはGPLの基になった自由ソフトウェアライセンスであった。
当初のBSD UNIXはAT&Tのライセンスを必要としたが、独自のコードと実装を進め、その後のAT&Tとのライセンス交渉において、AT&TのUNIXライセンスに縛られないものとなった。その際にカリフォルニア大学バークレー校で拡張互換UNIX開発チームが書いたコードは、多くのUNIXの実装に影響を与えている。
この開発チームにて実装やソースのレビューとレベルチェックやリポジトリを管理していたのが、Cshの開発やUNIXの実装に大きな影響を与え、スーパーエンジニアとしても有名なビル・ジョイであった。
つまり、自由ソフトウェアを中心としたLinuxやGNUの思想は、サンの遺伝子を色濃く残したもので、サンと自由ソフトウェアの親和性の高さは、こういった歴史的な経緯から来ている。
また、NFSはサンにより作られたネットワーク・ファイルシステムの規格であるが、サンからNFSのライセンスを受けるとSunOSのソースコードが送られて来ていた。現在のLinuxなどで使われているNFSは独自のフリーな実装が使われている。
NISもサンにより開発され、アカウントなどの集中管理用として他社UNIXやLinuxにも採用されている。
Solarisのデスクトップ環境として 以前から利用していたCDEからGNUプロジェクトの自由ソフトウェアであるGNOMEに変更するなど、既存のオープンソースソフトウェアと連携した動きも多い。GNOMEの開発の中心にいる企業Ximianに出資していた。また、以前はLinuxに対して非協力的であったが、最近は自社製品にLinuxを搭載している。
OpenOffice.orgを、自由ソフトウェアかつコピーレフトのGNU LGPLで公開している。OpenOffice.orgは豊富な機能を持ったオフィススイートで、多くのプラットフォーム （OS） をサポートしオープンソース運動を加速している。サンはOpenOffice.orgの成果をもとに、ソース非公開の StarOffice（日本ではNECが既に商標をとっていたためStarSuite）を開発し販売している。なお、StarOfficeは教育機関などに向けての無料ライセンスもある。
OpenOffice.orgのベースとなったStarOfficeは当初、ドイツのソフトウェア会社StarDivisionで開発されていたソフトウェアで、サンは同社を買収した後すぐにオープンソースプロジェクトとして公開し注目を集めた。当初はSun業界基準使用許諾（SISSL）と呼ばれるサン独自のオープンソースライセンスとGNU LGPLとのデュアルライセンスであったが、2005年9月2日にSISSLを廃止し、GNU LGPLに一本化した。
Sun ONE - One : Open Network Environment
オラクルによる買収後、サンのMySQL創業者がスピンオフしてMariaDBを立ち上げたほか、OpenOffice.orgも開発者の一部が離脱してLibreOfficeを立ち上げるなど、プロジェクトの分裂が相次いでいる。その他Javaなど今後への懸念も報道されている。これに対してはオラクルも、2011年6月にOpenOffice.orgをApacheソフトウェア財団に寄贈するなど（現在のApache OpenOffice）、一部プロジェクトについてオープンソースコミュニティへの移管を行うことで、懸念解消に務めている。

## シンクライアントベンダとして
サンはシンクライアントに早くから取り組んでおり、1996年ごろにJavaStation（2004年～2006年に販売されていたJava Workstationと全く異なる）を発売した。そして1999年からSun Rayシリーズを販売していたが、2013年に開発終了し、2017年にサポートを終了した。
Sun Rayシリーズでは、特筆すべきこととして、ICカードを抜き差しするだけで自分のデスクトップ環境が即座に表示される「ホットデスク」をサポートしていたことである。サンは2004年ごろから（日本法人も含めた）自社社内のほとんどの業務用端末がSun Rayになっているとのことであり、たとえば日本法人に勤務する人が国内のほかのオフィスや米国本社へ出張へ赴くときに席を予約しておき、出張先の席にあるSun Ray端末にICカードを差し込むだけでどこでも自分のデスクトップが表示されるのである。ある社員は（シリコンバレーから日本へのリモート接続であるにもかかわらず）あまりに快適に動作するので「本当に（自分のデスクトップ環境がおいてある）日本のサーバにつながっているのか？」と最初は混乱した旨を吐露している。
さらに2006年にはSun Rayサーバ経由でリモート デスクトップないしターミナル サービスが使えるWindowsとも接続可能になった。2007年1月には無線LANを搭載したノートPCタイプの「2N」を発売した。消費電力が通常のノートPCの半分だという。徐々にではあるが、Sun Rayは国防総省でも採用されるほどセキュリティが高いため自治体や大学などの教育機関や官公庁を中心に納入実績があった。

## 日本法人

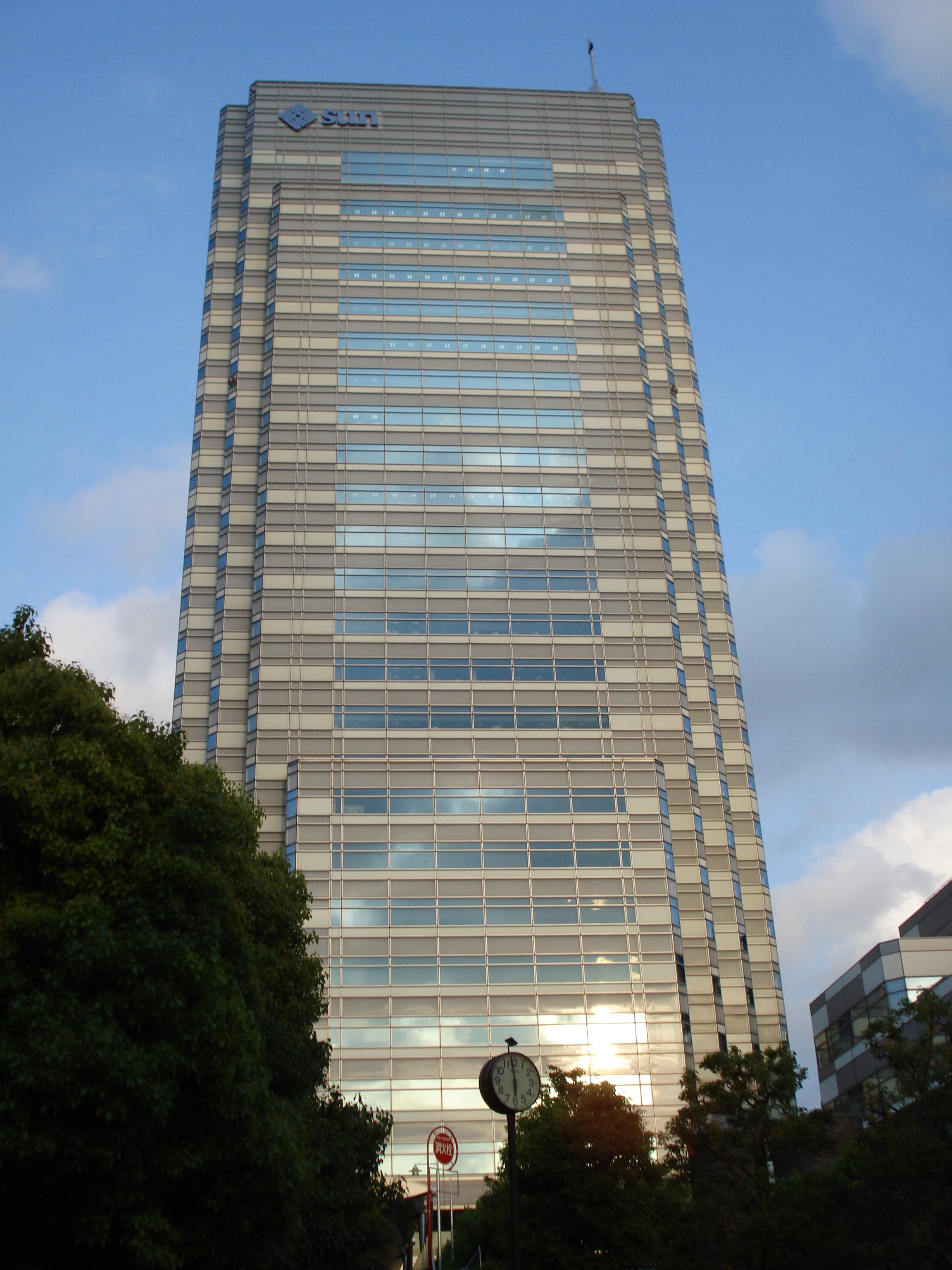
“Sun”のロゴが付いたSBSビル（2008年）

日本法人のサン・マイクロシステムズ株式会社は東京都世田谷区用賀四丁目10番1号のSBSビルに所在していた。日本法人も、2010年6月1日付で日本オラクル株式会社の兄弟会社である日本オラクルインフォメーションシステムズ株式会社（2012年に合同会社に改組）に統合された。

## F1
F1では1995年から2005年にかけて、マクラーレンにテレメトリーシステムを供給していた。